# Енциклопедия Британика
„Британска енциклопедия“ или „Енциклопедия Британика“ (на латински, откъдето идва и нейното английско название Encyclopædia Britannica), първоначално публикувана с името Енциклопедия Британика, или Речник на изкуствата и науките, изготвен следвайки нов план (Encyclopædia Britannica, or, A dictionary of arts and sciences, compiled upon a new plan), е най-пълната обща англоезична енциклопедия, която отначало се издава от частната компания Инсайклъпидия Британика инкорпорейтид (Encyclopædia Britannica, Inc.)
Britannica е най-старата англоезична енциклопедия, която продължава да се преиздава. Нейното първо издание е отпечатано между 1768 и 1771 г. в Единбург, Шотландия. И днес тя остава сред най-използваните източници на информация.
От края на ХVІІІ до началото на ХХ век статиите на енциклопедията често се проверяват от най-авторитетните личности в разни дисциплини и дори включват изследвания, предназначени за научна аудитория. Това е периодът, през който Britannica печели днешния си авторитет в англоезичната, както и в световната култура.
По-късно Britannica се премества в САЩ, като неин собственик през 1901 г. става Х. Хупър (Horace Hooper) от Чикаго, който е измежду първите търговци, приложили системата за търговия с книги по пощата. В началото на 1920-те години Britannica изпада в сериозна финансова криза и нейните права на издаване са купени от фирмата „Sheers, Roobeck & Co“, която през 1941 г. безвъзмездно ги предава на Чикагския университет.
През март 2012 г. най-старата англоезична енциклопедия, публикувана в продължение на 244 години, се отказва от по-нататъшни печатни издания и преминава напълно в мултимедиен формат. Така 32-томното издание от 2010 г. става последното печатно издание на Britannica.